# 地域地区
地域地区（ちいきちく）とは、都市計画法第8条に規定され、下記の21種類がある。都市計画区域内の土地をどのような用途に利用するべきか、どの程度利用するべきかなどを定める。
都市計画図中で、一般に用途地域の各用途は色分けで示される。その他は斜線や網掛けなどで表されることが多い。
2004年の景観法の制定により、美観地区は廃止され景観地区となっている。
1. 用途地域
2. 特別用途地区
用途地域内で特別の目的のため用途制限を緩和したり、制限・禁止を条例で定めた地域。
3. 特例容積率適用地区
4. 特定用途制限地域
5. 高層住居誘導地区
6. 高度地区又は高度利用地区
7. 特定街区
8. 都市再生特別地区（都市再生特別措置法第36条第1項）、居住調整地域（同法第89条）、居住環境向上用途誘導地区（同法第94条の2第1項)又は特定用途誘導地区（同法第109条第1項）
9. 防火地域又は準防火地域
10. 密集市街地整備法第31条第1項の規定による特定防災街区整備地区
11. 景観法第61条第1項の規定による景観地区（美観地区の廃止により新設）
12. 風致地区
13. 駐車場法第3条第1項の規定による駐車場整備地区
14. 臨港地区
15. 歴史的風土特別保存地区（古都における歴史的風土の保存に関する特別措置法第6条第1項）
16. 第1種歴史的風土保存地区又は第2種歴史的風土保存地区（明日香村における歴史的風土の保存及び生活環境の整備等に関する特別措置法第3条第1項）
17. 緑地保全地域（都市緑地法第5条）、特別緑地保全地区（同法第12条）又は緑化地域（同法第34条第1項）
18. 流通業務地区（流通業務市街地の整備に関する法律第4条第1項）
19. 生産緑地地区（生産緑地法第3条第1項）
20. 伝統的建造物群保存地区（文化財保護法第143条第1項）
21. 航空機騒音障害防止地区又は航空機騒音障害防止特別地区（特定空港周辺航空機騒音対策特別措置法第4条第1項）